# Orthoprosopa margarita
Orthoprosopa margarita är en tvåvingeart som först beskrevs av Thompson 1972.  Orthoprosopa margarita ingår i släktet Orthoprosopa och familjen blomflugor. Inga underarter finns listade i Catalogue of Life.